# 2011 UP412
2011 UP412, também escrito como 2011 UP412, é um corpo menor que está localizado no disco disperso, uma região do Sistema Solar. Ele possui uma magnitude absoluta de 8,2 e tem um diâmetro estimado com cerca de 101 km.

## Descoberta
2011 UP412 foi descoberto no dia 24 de maio de 2011 pelo astrônomo M. Alexandersen.

## Órbita
A órbita de 2011 UP412 tem uma excentricidade de 0,344 e possui um semieixo maior de 56,280 UA. O seu periélio leva o mesmo a uma distância de 36,933 UA em relação ao Sol e seu afélio a 75,627 UA.